# A gdyby…? (sezon 1)
Pierwszy sezon amerykańskiego animowanego serialu antologicznego A gdyby…? z 2021 roku inspirowanego serią komiksów wydawnictwa Marvel Comics zatytułowaną Co by było, gdyby? przedstawia alternatywne wersje zdarzeń pokazanych wcześniej w filmach Filmowego Uniwersum Marvela. Wśród historii pokazanych w pierwszym sezonie znalazły się: Peggy Carter przyjmująca serum superżołnierza zamiast Steve’a Rogersa; T’Challa, który zamiast Petera Quilla został porwany z Ziemi przez Łowców i stał się Star-Lordem; Hanka Pyma mordującego pierwszych Avengers w zemście za śmierć córki, Hope; Stephena Strange’a, który stracił Christine Palmer i przy pomocy magii za wszelką cenę próbuje ją przywrócić do życia; świat ogarnięty kwantowym wirusem zamieniającym w zombie; Tony’ego Starka, który został uratowany w Afganistanie przez Killmongera; Thora w świecie, w którym Loki nie został jego adoptowanym bratem; Ultrona, który wygrał i pokonał Avengers oraz Obserwatora, który buduje drużynę, Strażników Multiwersum, by go pokonać.
Główną scenarzystką pierwszego sezonu i twórczynią serialu była A.C. Bradley, a reżyserią zajął się Bryan Andrews. W serialu głosu użyczył Jeffrey Wright jako Obserwator oraz przeszło pięćdziesięciu aktorów, którzy zagrali w filmach franczyzy.
Pierwszy sezon A gdyby…? jest częścią franczyzy Filmowego Uniwersum Marvela; należy do IV Fazy tego uniwersum i stanowi część jej drugiego rozdziału zatytułowanego Saga multiwersum. Zadebiutował on 11 sierpnia 2021 roku w serwisie Disney+. Ostatni, dziewiąty odcinek pojawił się 6 października. W grudniu 2019 roku zapowiedziano drugi sezon serialu, który miał premierę w 2023 roku. W Polsce całość pierwszego sezonu udostępniona została 14 czerwca 2022 roku. Pierwszy sezon A gdyby…? otrzymał pozytywne oceny od krytyków, a ponadto został wyróżniony między innymi nagrodami Annie i Emmy. W listopadzie 2021 roku zapowiedziany został serialowy spin-off odcinka „A gdyby… zombie!?” zatytułowany Marvel Zombies.

## Obsada

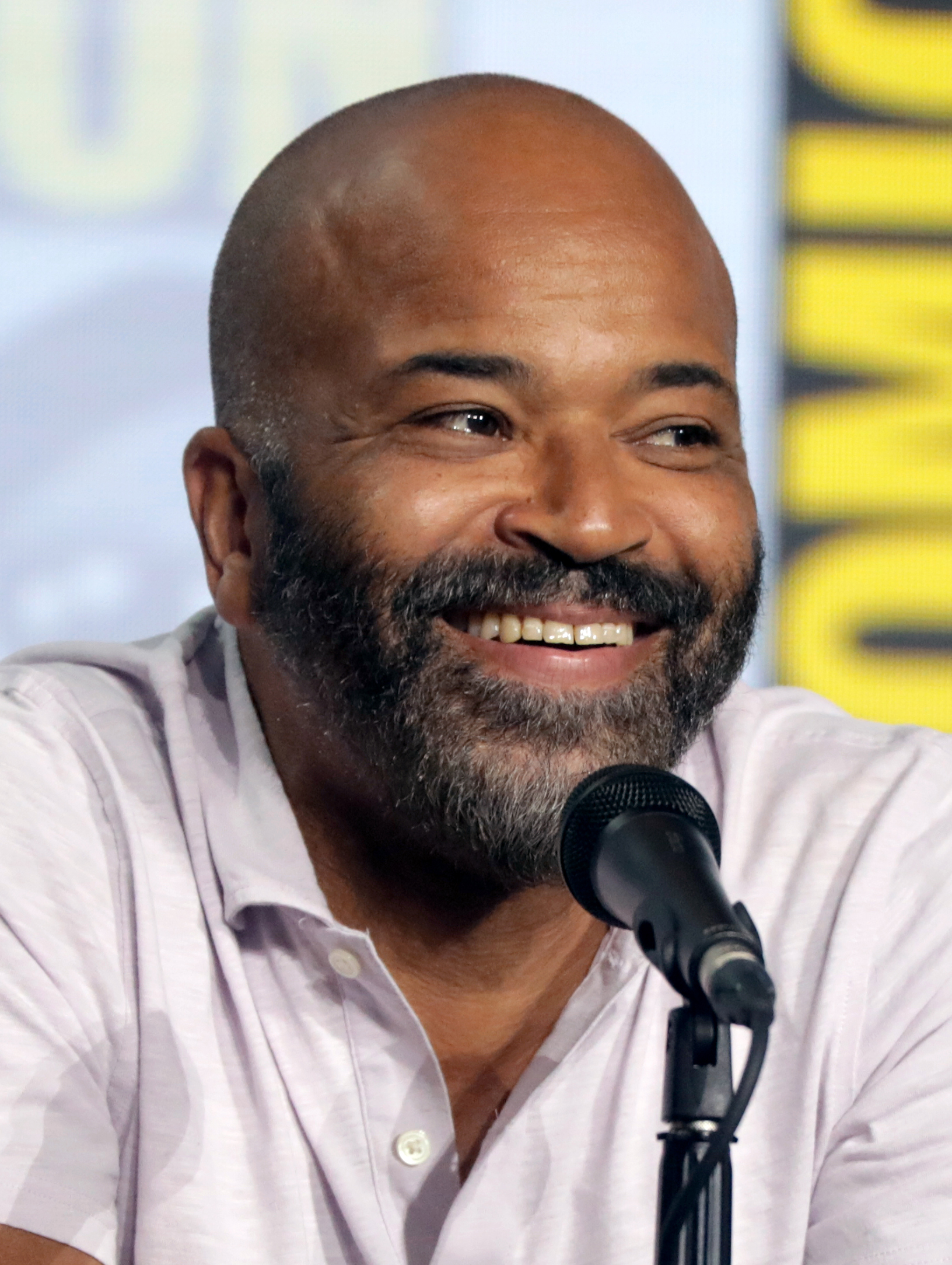
Jeffrey Wright
(Obserwator)

Narratorem był Jeffrey Wright jako Obserwator, który należy do rasy obserwującej multwiersum. Każdy z odcinków pokazał inne wariant postaci, które pojawiły się w produkcjach Filmowego Uniwersum Marvela, gdzie przeszło pięćdziesięciu aktorów powtórzyło swoje role z filmów franczyzy, byli to: Hayley Atwell, Samuel L. Jackson, Jeremy Renner, Stanley Tucci, Dominic Cooper, Bradley Whitford, Ross Marquand, Neal McDonough, Sebastian Stan, Toby Jones, Chadwick Boseman, Michael Rooker, Josh Brolin, Benicio del Toro, Kurt Russell, Ophelia Lovibond, Carrie Coon, Tom Vaughan-Lawlor, Karen Gillan, Djimon Hounsou, John Kani, Sean Gunn, Chris Sullivan, Seth Green, Danai Gurira, Mark Ruffalo, Tom Hiddleston, Clark Gregg, Jaimie Alexander, Frank Grillo, Michael Douglas, Benedict Cumberbatch, Rachel McAdams, Benedict Wong, Tilda Swinton, Leslie Bibb, Paul Rudd, Evangeline Lilly, Paul Bettany, Jon Favreau, Emily VanCamp, David Dastmalchian, Michael B. Jordan, Angela Bassett, Andy Serkis, Don Cheadle, Chris Hemsworth, Natalie Portman, Kat Dennings, Jeff Goldblum, Cobie Smulders, Taika Waititi, Rachel House, Clancy Brown, Georges St-Pierre.
Natomiast kilkunastu aktorów zastąpiło tych, którzy pojawili się w poprzednich produkcjach FUM: Josh Keaton jako Steve Rogers, Brian T. Delaney jako Peter Quill, Fred Tatasciore jako Drax, Corvus Glaive i Volstagg, Lake Bell jako Natasha Romanoff, Mick Wingert jako Tony Stark, Alexandra Daniels jako Carol Danvers, Mike McGill jako Thaddeus Ross, Stephanie Panisello jako Betty Ross, Hudson Thames jako Peter Parker / Spider-Man, Kiff VandenHeuvel jako Obadiah Stane, Beth Hoyt jako Virginia „Pepper” Potts, Ozioma Akagha jako Shuri, Josette Eales jako Frigga, David Chen jako Hogun, Max Mittelman jako Fandral oraz Cynthia McWilliams jako Gamora. Ponadto Marquand użyczył również głosu Ultronowi.
Ostatnie dwa odcinki łączą postaci, które pojawiły się we wcześniejszych odcinkach jako „Strażników Multiwersum”: Atwell jako Peggy Carter / Kapitan Carter, Cumberbatch jako Doctor Strange Supreme, Bell jako Natasha Romanoff / Czarna Wdowa, Boseman jako T’Challa / Star-Lord, Jordan jako Killmonger i Hemsworth jako Thor.
Inne postaci, które powróciły w odcinku finałowym to: Russell jako Ego i Delaney jako Peter Quill z drugiego odcinka; Hiddleston jako Loki i Jackson jako Nick Fury z trzeciego, Akagha jako Shuri z szóstego oraz Jones jako Arnim Zola i Marquand jako Ultron z ósmego. Ponadto McWilliams jako Gamora i Wingert jako Tony Stark / Iron Man powtarzają swoje role z odcinka, który postanowiono włączyć do drugiego sezonu.

## Emisja
Pierwszy sezon A gdyby…?, składający się z 9 odcinków, zadebiutował 11 sierpnia 2021 roku w serwisie Disney+. W Polsce całość sezonu została udostępniona 14 czerwca 2022 roku, wraz z uruchomieniem serwisu.

## Lista odcinków
| № | Nr | Tytuł                                                        | Tytuł polski                                         | Reżyseria     | Scenariusz                    | Premiera (Disney+)  | Premiera w Polsce (Disney+) |
| --- | -- | ------------------------------------------------------------ | ---------------------------------------------------- | ------------- | ----------------------------- | ------------------- | --------------------------- |
| 1 | 1  | What If… Captain Carter Were The First Avenger?              | A gdyby… Kapitan Carter była pierwszą Avengerką?     | Bryan Andrews | A.C. Bradley                  | 11 sierpnia 2021    | 14 czerwca 2022             |
| Podczas II wojny światowej Steve Rogers zostaje wybrany, by zostać pierwszym na świecie superżołnierzem, ale zostaje zraniony przez szpiega Hydry przed podaniem serum superżołnierza. Agentka Narodowych Rezerw Strategicznych, Peggy Carter zabija szpiega i otrzymuje serum. Jednak dostaje zakaz walki przez przywódcę N.R.S., Johna Flynna. Po tym, jak udało się jej odebrać Hydrze Tesserakt z pomocą tarczy z vibranium stworzonej przez Howarda Starka, Flynn niechętnie ją awansuje i zostaje ona „Kapitan Carter”. Stark używa Tesseraktu do stworzenia uzbrojonego, opancerzonego kombinezonu, w którym Rogers może walczyć jako „Hydrogromca”. Carter i Rogers toczą wiele bitew, do momentu, kiedy Rogers zostaje uznany za zaginionego po ataku na pociąg Hydry. Carter i jej sojusznicy odnajdują Rogersa w bazie Hydry. Tam zauważają Czerwoną Czaszkę używającego Tesseraktu do otwarcia portalu i przywołania międzywymiarowego stworzenia, które go zabija. Carter wchodzi do zamykającego się portalu, by zmusić stworzenie do wycofania się. Prawie 70 lat później Tesseract otwiera kolejny portal, z którego wyłania się Carter, spotykając Nicka Fury’ego i Clinta Bartona. Obsada: Jeffrey Wright jako Obserwator, Hayley Atwell jako Peggy Carter / Kapitan Carter, Josh Keaton jako Steve Rogers / Hydrogromca, Samuel L. Jackson jako Nick Fury, Jeremy Renner jako Clint Barton / Hawkeye, Stanley Tucci jako Abraham Erskine, Dominic Cooper jako Howard Stark, Bradley Whitford jako John Flynn, Ross Marquand jako Johann Schmidt / Czerwona Czaszka, Neal McDonough jako Timothy „Dum Dum” Dugan, Sebastian Stan jako James „Bucky” Barnes, Toby Jones jako Arnim Zola, Darrell Hammond jako nazistowski generał |    |                                                              |                                                      |               |                               |                     |                             |
| 2 | 2  | What If… T’Challa Was Star-Lord?                             | A gdyby… T’Challa został Star-Lordem?                | Bryan Andrews | Matthew Chauncey              | 18 sierpnia 2021    | 14 czerwca 2022             |
| W 1988 roku Łowcy zostają wysłani na Ziemię przez Celestiala o imieniu Ego, by odzyskać jego syna Petera Quilla, ale przez pomyłkę uprowadzają młodego T’Challę z Wakandy. Dwadzieścia lat później T’Challa stał się słynnym międzygalaktycznym najemnikiem „Star-Lordem”, a przywódca Łowców Yondu Udonta przekonał go, że Wakanda została zniszczona. Nebula proponuje Łowcom kradzież Zarodków Stworzenia, kosmicznego artefaktu zdolnego wykorzenić galaktyczny głód, od galaktycznego króla Taneleera Tivana. W siedzibie Tivana na Knowhere oferują mu Kamień Mocy jako podstęp. W międzyczasie T’Challa szuka Zarodków, ale znajduje statek kosmiczny Wakandan, który go szukał. Nebula pozornie zdradza Łowców, którzy zostają schwytani, ale jest to kolejny podstęp pozwalający zdobyć Zarodki. Niewolnica Tivana, Carina, ratuje T’Challę i pomaga Łowcom pokonać Tivana. T’Challa wybacza Udoncie kłamstwo na temat Wakandy i wracają tam, aby T’Challa mógł ponownie połączyć się z rodziną. W innym miejscu na Ziemi Ego podchodzi do Quilla pracującego w restauracji „Dairy Queen”. Obsada: Jeffrey Wright jako Obserwator, Chadwick Boseman jako T’Challa / Star-Lord, Michael Rooker jako Yondu Udonta, Josh Brolin jako Thanos, Benicio del Toro jako Taneleer Tivan / Kolekcjoner, Kurt Russell jako Ego, Ophelia Lovibond jako Carina, Carrie Coon jako Proxima Midnight, Tom Vaughan-Lawlor jako Ebony Maw, Karen Gillan jako Nebula, Djimon Hounsou jako Korath, John Kani jako T’Chaka, Sean Gunn jako Kraglin Obfonteri, Chris Sullivan jako Tasak-Man, Seth Green jako Kaczor Howard, Danai Gurira jako Okoye, Brian T. Delaney jako Peter Quill, Fred Tatasciore jako Drax i Corvus Glaive |    |                                                              |                                                      |               |                               |                     |                             |
| 3 | 3  | What If… the World Lost Its Mightiest Heroes?                | A gdyby… zabrakło najpotężniejszych bohaterów?       | Bryan Andrews | A.C. Bradley Matthew Chauncey | 25 sierpnia 2021    | 14 czerwca 2022             |
| W ciągu tygodnia dyrektor T.A.R.C.Z.Y., Nick Fury chce zrekrutować bohaterów do „Projektu Avengers”, ale każdy z nich zostaje zabity w tajemniczy sposób: Natasha Romanoff podaje Tony’emu Starkowi niespodziewanie śmiertelny zastrzyk, Clint Barton przypadkowo strzela i zabija Thora, a następnie umiera w areszcie, Bruce Banner / Hulk eksploduje, a Romanoff zostaje zaatakowana i zabita podczas śledztwa w sprawie innych morderstw. Przed śmiercią, Romanoff mówi Fury’emu, że morderstwa mają związek z „nadzieją” (ang. hope). Asgardianie pod wodzą Lokiego przybywają na Ziemię, by pomścić Thora, ale Fury proponuje sojusz w celu schwytania zabójcy. Fury wnioskuje, że Hank Pym jest mordercą i używa swojej technologii zmniejszania się, by popełniać morderstwa w ramach zemsty za śmierć swojej córki Hope Van Dyne, która zginęła na służbie jako agentka T.A.R.C.Z.Y. Fury i Loki pokonują Pyma, który zostaje aresztowany przez Asgardian. Loki decyduje się pozostać na Ziemi, stając się jej władcą. Fury zaczyna gromadzić innych bohaterów, odnajduje Steve’a Rogersa zamrożonego w lodzie i przywołuje Carol Danvers, która przebywa w kosmosie. Obsada: Jeffrey Wright jako Obserwator, Samuel L. Jackson jako Nick Fury, Jeremy Renner jako Clint Barton / Hawkeye, Mark Ruffalo jako Bruce Banner / Hulk, Tom Hiddleston jako Loki, Clark Gregg jako Phil Coulson, Jaimie Alexander jako Sif, Frank Grillo jako Brock Rumlow, Lake Bell jako Natasha Romanoff / Czarna Wdowa, Mick Wingert jako Tony Stark / Iron Man, Michael Douglas jako Hank Pym / Yellowjacket, Alexandra Daniels jako Carol Danvers / Kapitan Marvel, Mike McGill jako Thaddeus Ross, Stephanie Panisello jako Betty Ross |    |                                                              |                                                      |               |                               |                     |                             |
| 4 | 4  | What If… Doctor Strange Lost His Heart Instead of His Hands? | A gdyby… Doktor Strange stracił serce zamiast dłoni? | Bryan Andrews | A.C. Bradley                  | 1 września 2021     | 14 czerwca 2022             |
| Po utracie w wypadku samochodowym swojej dziewczyny, doktor Christine Palmer, doktor Stephen Strange udaje się do Kamar-Taj i uczy się sztuk mistycznych. Odkrywa Oko Agamotto, które może manipulować czasem, ale Starożytna i Wong ostrzegają go, że może to zniszczyć rzeczywistość. Dwa lata później Strange wielokrotnie próbuje użyć Oka, by uratować Palmer, ale ona i tak umiera w każdym scenariuszu. Starożytna informuje Strange’a, że śmierć Palmer to „punkt absolutny” na osi czasu, którego nie można cofnąć, ale Strange nie chce słuchać. Korzystając z mocy Mrocznego Wymiaru, Starożytna dzieli Strange’a na dwie alternatywne wersje: akceptującego śmierć Palmer i drugą, która zyskuje moc, wchłaniając mistyczne istoty, stając się Strange’em Supreme. Ta druga wersja pokonuje pierwszego Strange’a, pochłania go i wykorzystuje jego moc, by wskrzesić Palmer, rozdzierając rzeczywistość na strzępy. Strange Supreme błaga Obserwatora o pomoc, ale ten odmawia interwencji. Palmer i wszechświat się rozpadają, pozostawiając go w samotności. Obsada: Jeffrey Wright jako Obserwator, Benedict Cumberbatch jako Stephen Strange, Rachel McAdams jako Christine Palmer, Benedict Wong jako Wong, Tilda Swinton jako Starożytna, Leslie Bibb jako Christine Everhart, Ike Amadi jako O’Bengh |    |                                                              |                                                      |               |                               |                     |                             |
| 5 | 5  | What If… Zombies!?                                           | A gdyby… zombie!?                                    | Bryan Andrews | Matthew Chauncey              | 8 września 2021     | 14 czerwca 2022             |
| W Wymiarze Kwantowym Hank Pym odnajduje Janet Van Dyne, ale ona zaraża go wirusem kwantowym. Wracają na Ziemię i doprowadzają apokalipsy zombie. Dwa tygodnie później grupa ocalałych – Bruce Banner, Hope Van Dyne, Peter Parker, Bucky Barnes, Okoye, Sharon Carter, Happy Hogan i Kurt – dowiaduje się, że w Camp Lehigh istnieje potencjalne lekarstwo. Po drodze tracą Hogana, Carter i Hope w wyniku ataków zombie. Następnie spotykają Visiona. Okazuje się, że jego Kamień Umysłu może odwrócić wirusa, czego przykładem jest wyleczona głowa Scotta Langa trzymana przy życiu w słoiku, ale zarażona Wanda Maximoff jest odporna na lekarstwo, a Vision karmi ją kawałkami T’Challi. Maximoff uwalnia się i zabija Kurta, Okoye oraz Barnesa. Vision popełnia samobójstwo, oddając Kamień Umysłu Parkerowi. Banner przekształca się w Hulka i poświęca się w walce z Maximoff, pozwalając innym uciec. Parker, Lang i T’Challa udają się do Wakandy, by rozprzestrzenić energię Kamienia na cały świat, Tam zombie Thanos dzierży prawie kompletną Rękawicę Nieskończoności. Obsada: Jeffrey Wright jako Obserwator, Chadwick Boseman jako T’Challa / Czarna Pantera, Paul Rudd jako Scott Lang / Ant-Man, Mark Ruffalo jako Bruce Banner / Hulk, Evangeline Lilly jako Hope van Dyne / Osa, Sebastian Stan jako James „Bucky” Barnes, Paul Bettany jako Vision, Jon Favreau jako Harold „Happy” Hogan, Danai Gurira jako Okoye, Emily VanCamp jako Sharon Carter, David Dastmalchian jako Kurt, Tom Vaughan-Lawlor jako Ebony Maw, Hudson Thames jako Peter Parker / Spider-Man |    |                                                              |                                                      |               |                               |                     |                             |
| 6 | 6  | What If… Killmonger Rescued Tony Stark?                      | A gdyby… Killmonger ocalił Tony’ego Starka?          | Bryan Andrews | Matthew Chauncey              | 15 września 2021    | 14 czerwca 2022             |
| W Afganistanie Tony Stark wpada w zasadzkę Dziesięciu Pierścieni, ale zostaje uratowany przez Erika „Killmongera” Stevensa. Wracają do Stark Industries, gdzie Killmonger ujawnia udział Obadiaha Stane’a w zasadzce, po czym pomaga Starkowi zbudować humanoidalnego drona bojowego wykorzystującego vibranium. Potrzebując więcej vibranium do stworzenia armii dronów, organizują zakup i wysyłają Jamesa Rhodesa do Ulyssesa Klaue. Na rozkaz Killmongera Klaue przekazuje Wakandzie wiadomość o transakcji, by zwabić T’Challę. Killmonger zabija zarówno T’Challę, jak i Rhodesa, inscenizując to tak, jakby się pozabijali. Stark konfrontuje się z Killmongerem, ale Killmonger go zabija i sprawia, że wygląda to na atak Wakandy. Następnie Killmonger zabija Klaue’a i ponownie spotyka się z krewnymi w Wakandzie. Thaddeus Ross wysyła armię dronów, by zaatakowała Wakandę, ale Killmonger pomaga Wakandzie ich pokonać, stając się nową Czarną Panterą. Gdy Stany Zjednoczone przygotowują kolejny atak, siostra T’Challi, Shuri, odwiedza Pepper Potts, która była podejrzliwa wobec Killmongera i proponuje sojusz w celu ujawnienia prawdy. Obsada: Jeffrey Wright jako Obserwator, Michael B. Jordan jako Erik Killmonger, Jon Favreau jako Harold „Happy” Hogan, Chadwick Boseman jako T’Challa / Czarna Pantera, Angela Bassett jako Ramonda, Danai Gurira jako Okoye, Andy Serkis jako Ulysses Klaue, Don Cheadle jako James Rhodes, Paul Bettany jako J.A.R.V.I.S., John Kani jako T’Chaka, Leslie Bibb jako Christine Everhart, Mick Wingert jako Tony Stark, Kiff VandenHeuvel jako Obadiah Stane, Beth Hoyt jako Virginia „Pepper” Potts, Ozioma Akagha jako Shuri |    |                                                              |                                                      |               |                               |                     |                             |
| 7 | 7  | What If… Thor Was an Only Child?                             | A gdyby… Thor był jedynakiem?                        | Bryan Andrews | A.C. Bradley                  | 22 września 2021    | 14 czerwca 2022             |
| Po pokonaniu Lodowych Gigantów Odyn odkrywa porzucone niemowlę, Lokiego i zwraca go Laufeyowi. Po latach, jedyny syn Odyna, Thor, stał się hałaśliwym, kochającym imprezy księciem. Podczas gdy Odyn śpi, a Frigga jest nieobecna, Thor udaje się na Ziemię, by zorganizować dużą imprezę z udziałem kosmitów z całego wszechświata. Jego przybycie przyciąga uwagę Jane Foster i Darcy Lewis, które przyłączają się do imprezy. Gdy Thor i Foster zbliżają się do siebie, pełniąca obowiązki dyrektora T.A.R.C.Z.Y., Maria Hill wzywa Carol Danvers, by położyła kres zniszczeniom spowodowanym wybrykami Thora. Danvers nie jest w stanie pokonać Thora bez użycia całej swojej mocy, więc Lewis i Hill sugerują, by podjęła walkę na mniej zaludnionym obszarze, podczas gdy Foster kontaktuje się z pomocą Heimdalla z Friggą. Hill przygotowuje atak nuklearny, gdy Danvers i Thor ponownie zaczynają walczyć, ale Frigga kontaktuje się z nimi i mówi, że nadchodzi. Thor i imprezowicze sprzątają bałagan przed jej pojawieniem się. Później Thor zaprasza Foster na randkę, ale przerywa mu armia dronów dowodzona przez Ultrona, który jest w ciele Visiona i posiada wszystkie sześć Kamieni Nieskończoności. Obsada: Jeffrey Wright jako Obserwator, Chris Hemsworth jako Thor, Natalie Portman jako Jane Foster, Tom Hiddleston jako Loki, Kat Dennings jako Darcy Lewis, Samuel L. Jackson jako Nick Fury, Jeff Goldblum jako Arcymistrz, Cobie Smulders jako Maria Hill, Clark Gregg jako Phil Coulson, Frank Grillo jako Brock Rumlow, Taika Waititi jako Korg, Karen Gillan jako Nebula, Jaimie Alexander jako Sif, Seth Green jako Koczor Howard, Alexandra Daniels jako Carol Danvers / Kapitan Marvel, Rachel House jako Topaz, Clancy Brown jako Surtur, Josette Eales jako Frigga, David Chen jako Hogun, Max Mittelman jako Fandral |    |                                                              |                                                      |               |                               |                     |                             |
| 8 | 8  | What If… Ultron Won?                                         | A gdyby… Ultron wygrał?                              | Bryan Andrews | Matthew Chauncey              | 29 września 2021    | 14 czerwca 2022             |
| Ultron, zabierając Kamień Umysłu i ciało Visiona z vibranium, pokonał Avengersów i rozpoczął globalny nuklearny holokaust, zabijając większość ludzkości. Kiedy Thanos pojawia się na Ziemi, by ukończyć Rękawicę Nieskończoności, Ultron przecina go na pół i zabiera resztę Kamieni Nieskończoności, używając ich do stworzenia ogromnej armii dronów, za pomocą której unicestwia prawie całe życie w swoim wszechświecie. Następnie Ultron słyszy Obserwatora i odkrywając istnienie wieloświata, atakuje Obserwatora w jego wieloświatowym obserwatorium. Tymczasem Clint Barton i Natasha Romanoff przeżywają ataki Ultrona i odnajdują na Syberii komputerową kopię umysłu Arnima Zoli. Przesyłają Zolę do ciała drona, by spróbować zniszczyć umysł Ultrona, ale nie udaje się to, ponieważ Ultron opuścił ich wszechświat. Barton poświęca się, by pozwolić Romanoff i Zoli uciec przed dronami Ultrona. Ultron walczy z Obserwatorem w różnych wszechświatach i pokonuje go. Obserwator ucieka do tego, co pozostało z zawalonego wszechświata Strange’a Supreme, by poprosić go o pomoc, podczas gdy Ultron planuje podbić multiwersum. Obsada: Jeffrey Wright jako Obserwator, Jeremy Renner jako Clint Barton / Hawkeye, Lake Bell jako Natasha Romanoff / Czarna Wdowa, Toby Jones jako Arnim Zola, Ross Marquand jako Ultron, Josh Keaton jako Steve Rogers / Kapitan Ameryka, Mick Wingert jako Tony Stark / Iron Man, Alexandra Daniels jako Carol Danvers / Kapitan Marvel, Benedict Cumberbatch jako Doktor Strange Supreme |    |                                                              |                                                      |               |                               |                     |                             |
| 9 | 9  | What If… the Watcher Broke His Oath?                         | A gdyby… Obserwator złamał zasady?                   | Bryan Andrews | A.C. Bradley                  | 6 października 2021 | 14 czerwca 2022             |
| Obserwator rekrutuje do walki z Ultronem: Strange’a Supreme, Kapitan Carter, T’Challę / Star-Lorda, „Party” Thora, Killmongera / Czarną Panterę i wersję Gamory, która zabiła Thanosa z ich odpowiednich wszechświatów. Nazywa ich „Strażnikami Multiwersum”. W rodzimym wszechświecie Ultrona Strażnicy spotykają Natashę Romanoff, która z pomocą Carter strzela do Ultrona strzałą zawierającą umysł Arnima Zoli. Zola niszczy Ultrona od środka i przejmuje kontrolę nad jego ciałem. Killmonger zdradza Strażników i próbuje zdobyć dla siebie Kamienie Nieskończoności Ultrona. Gdy Zola i Killmonger walczą o kamienie, Strange i Obserwator zamykają ich w kieszonkowym wymiarze, nad którym Strange zgadza się czuwać. Obserwator przywraca Carter, T’Challę, Gamorę i Thora do ich odpowiednich wszechświatów. Romanoff odmawia powrotu do swojego, więc Obserwator prowadzi ją do miejsca, w którym zamordowano kandydatów na Avengersów, gdzie pomaga pokonać Lokiego. W scenie po napisach końcowych Carter i Romanoff z jej wszechświata odkrywają zbroję Hydrogromcy z kimś w środku. Obsada: Jeffrey Wright jako Obserwator, Hayley Atwell jako Peggy Carter / Kapitan Carter, Lake Bell jako Natasha Romanoff / Czarna Wdowa, Frank Grillo jako Brock Rumlow, Georges St-Pierre jako Georges Batroc, Chadwick Boseman jako T’Challa / Czarna Pantera, Michael B. Jordan jako Erik Killmonger, Chris Hemsworth jako Thor, Benedict Cumberbatch jako Doktor Strange Supreme, Toby Jones jako Arnim Zola, Tom Hiddleston jako Loki, Kurt Russell, Samuel L. Jackson jako Nick Fury, Mick Wingert jako Tony Stark / Iron Man, Cynthia McWilliams jako Gamora, Ross Marquand jako Ultron |    |                                                              |                                                      |               |                               |                     |                             |

## Produkcja

### Rozwój projektu
We wrześniu 2018 roku ujawniono, że Marvel Studios pracuje nad serialami na potrzebę serwisu Disney+. Aktorzy z filmów mieli powtórzyć swoje role w tych serialach. Kevin Feige miał odpowiadać za te seriale podobnie jak w przypadku filmów, których jest producentem. W marcu 2019 roku poinformowano o planowanej produkcji pierwszej animowanej produkcji studia na podstawie serii komiksów Co by było, gdyby?, który jako antologia ma przedstawiać alternatywne wersje wydarzeń ukazanych w filmach Filmowego Uniwersum Marvela. Marvel Studios i The Walt Disney Company oficjalnie zapowiedzieli serial miesiąc później. W sierpniu ujawniono, że A.C. Bradley została główną scenarzystką serialu, a Bryan Andrews będzie odpowiadał za reżyserię.
Brad Winderbaum wyjawił, że nie był to przypadek, że premiera serialu została zaplanowana tak szybko po finale pierwszego sezonu Lokiego, który wprowadził multiwersum, ponieważ A gdyby…? bada aspekty tego multiwersum. Bradley potwierdziła, że wszystkie odcinki sezonu są kanoniczne dla FUM, przy czym większość odcinków ma miejsce w ich własnych uniwersach. Ze względu na fakt, że prace nad serialem rozpoczęto przed powstaniem Lokiego i filmu Doktor Strange w multiwersum obłędu (2022) nie była ona pewna, w jaki sposób te produkcje będą ukazywać i wyjaśniać multiwersum FUM. Skupiła się na możliwościach w alternatywnych liniach czasu, które określiła jako „próbkę różnorodnych czekoladek”, pozostawiając elementy takie jak Agencję Ochrony Chronostruktury do pokazania w innych produkcjach. Feige i Winderbaum informowali zespoły kreatywne Lokiego i Doktora Strange’a w multiwersum obłędu o tym, co dzieje się w A gdyby…? wraz z rozpoczęciem prac nad tymi projektami. Zespół kreatywny serialu spotkał się z producentami wykonawczymi Lokiego, Stephenem Broussardem i Kevinem Wrightem, a także współproducentką wykonawczą WandaVision (2021), Mary Livanos, by ustalić „zbiór zasad” dotyczących multiwersum, rozgałęzień linii czasowych i wydarzeń w ramach ich powiązań.
Producentami wykonawczymi pierwszego sezonu zostali: Bradley, Andrews, Feige, Winderbaum, Victoria Alonso i Louis D’Esposito, natomiast Carrie Wassenaar była producentką. W grudniu 2019 roku Feige wyjawił, że pierwszy sezon ma mieć 10 odcinków. Na początku sierpnia 2021 roku ujawniono, że będzie jednak to 9 odcinków. Zmniejszenie ilości odcinków wynikało z opóźnieniami w produkcji spowodowanymi pandemią COVID-19. Jeden z odcinków nie został ukończony na czas i pozostawiono go na drugi sezon. W lipcu 2022 roku poinformowano, że serial wchodzi w skład Sagi multiwersum.

### Scenariusz
Kevin Feige wyjawił, że serial ukaże „kluczowe momenty” z całego Filmowego Uniwersum Marvela w zmieniony sposób. Przykładowo w pierwszym odcinku Peggy Carter zostaje poddana działaniu serum superżołnierza zamiast Steve’a Rogersa. Scenarzyści początkowo nie byli pewni, czy mogliby wykorzystać Spider-Mana w serialu, ponieważ Sony Pictures posiadało prawa filmowe do tej postaci, ale ostatecznie pozwolono im na to. Przed rozważeniem scenariuszy „co by było, gdyby” scenarzyści sprawdzili wszystkich bohaterów FUM, by określić, „co ich motywuje”. Chcieli mieć pewność, że poza zmianą każdego odcinka w stylu „co by było, gdyby” istniał ponadto potencjał fabularny, tak aby móc sprawdzić różne scenariusze ukazujące „bohatera za tarczą”. Bradley porównała równowagę serialu pomiędzy badaniem postaci a akcją jako spotkanie Szklanej pułapki (1988) z Wesem Andersonem.
A.C. Bradley, Bryan Andrews, Brad Winderbaum, Simona Paparelli. Matthew Chauncey i Ryan Little napisali scenariusz do 30 potencjalnych odcinków. Seria Co by było, gdyby? dostarczyła inspiracji dla potencjalnych rozwiązań fabularnych. Początkowo Bradley stworzyła proste scenariusze w trosce o budżet serialu, ale Marvel Studios uznało, że trzeba je „zwariować”. Feige wybrał swoje ulubione koncepcje spośród 30 opcji, które następnie zawężono do dziesięciu odcinków pierwszego sezonu. Po tym, jak błędnie pojawiły się pogłoski, że każdy odcinek skupia się na jednym filmie z Sagi nieskończoności, Bradley wyjaśniła, że w każdym odcinku będzie reprezentowanych wiele filmów i postaci, a większość postaci ze wszystkich filmów będzie pojawiać się przez cały sezon. Winderbaum miał nadzieję, że odcinki zaintrygują widzów do ponownego sięgnięcia po filmy.
Każdy odcinek i jego alternatywna historia jest wprowadzana i zakończona przez postać Obserwatora, ukazując go jako „przestrogę w duchu Strefy mroku”. Odcinki posługują się różnymi gatunkami filmowymi i mają różną tonację, niektóre są mroczniejsze, a inne lżejsze. Na przykład jeden odcinek to thriller polityczny, kolejny to „mroczna i tragiczna historia miłosna”, a inny pozwolił Bradley „wygłupiać się” i czerpać inspirację z filmów, które lubiła, gdy dorastała, takich jak Szalona impreza (1998) i filmy „National Lampoon”. W A gdyby…? wykorzystano również gatunki: horror, heist i mystery. Niektóre koncepcje scenarzystów zostały odrzucone, ponieważ Marvel Studios planowało je wykorzystać w przyszłych projektach. Przykładowo: profesor Hulk, starszy Steve Rogers i Pepper Potts w kostiumie Rescue pojawili się w Avengers: Koniec gry (2019); Loki stający się bohaterem, co pokazano w serialu Loki (2021–2023); Jane Foster jako Thor, co było zaplanowane w Thor: Miłość i grom (2022) oraz odcinek, który był „połową” planowanych wtedy Strażników Galaktyki vol. 3 (2023). Niewykorzystana została scena, w której Spider-Man zamieniał się w prawdziwego pająka, ponieważ uznano ją za „zbyt ciemną i zbyt straszną” dla docelowej oceny wiekowej serialu. Ponadto zrezygnowano z odcinka inspirowanego Parkiem Jurajskim (1993), ukazującego Avengers jako dinozaury w czasach prehistorycznych oraz crossoveru z postaciami z Gwiezdnych wojen.
Pomimo formatu serialu jako antologii, scenarzyści opracowali dla pierwszego sezonu narzędzia, które umożliwiły im pewne powiązania między odcinkami. Zaczęło się to ujawniać w odcinku ósmym sezonu. Ponadto Obserwator w pierwszych odcinkach był bardziej odległy i pojawiał się w tle, a stawał się coraz bardziej widoczny w miarę postępu sezonu. Bradley porównała tę postać do publiczności, ponieważ „w miarę jak doświadcza triumfów [bohaterów] i ich tragedii, stawał się także bardziej zaangażowany emocjonalnie i dlatego stawał się coraz bardziej częścią ich świata i chciał być bardziej częścią ich świata, mimo że wie, że nie powinien”. Każdy odcinek kończył się zwrotem akcji lub pytaniem, które potencjalnie można było rozwinąć w kolejnym odcinku, podobnie jak sceny po napisach w filmach FUM. Podobny zabieg został zastosowany w komiksach Co by było, gdyby?. Wiele zakończeń odcinków pierwszego sezonu zostało rozwiązanych w ostatnim odcinku. Odnosząc się do mrocznych tonów i tragicznych wątków fabularnych pierwszego sezonu, Bradley wyjaśniła, że możliwość pokazania rzeczy, które nigdy nie wydarzyłyby się w aktorskich produkcjach FUM, takich jak zabijanie bohaterów, było „najbardziej wyzwalającą częścią” serialu i że niektóre odcinki zakończyły się tragedią z powodów związanych z ogólnym planem pierwszego sezonu. Podczas opracowywania scenariuszy scenarzyści zdali sobie sprawę, że Kapitan Carter „rozkwitnie i stanie się ważniejsza” wraz z Obserwatorem, i postanowili wracać do jej historii w kolejnych sezonach.

### Casting
W lipcu 2019 roku, podczas San Diego Comic-Conu poinformowano, że swoje role z filmów powtórzą: Michael B. Jordan jako Erik Killmonger, Sebastian Stan jako Bucky Barnes, Josh Brolin jako Thanos, Mark Ruffalo jako Bruce Banner, Tom Hiddleston jako Loki, Samuel L. Jackson jako Nick Fury, Chris Hemsworth jako Thor, Hayley Atwell jako Peggy Carter, Chadwick Boseman jako T’Challa, Karen Gillan jako Nebula, Jeremy Renner jako Clint Barton, Paul Rudd jako Scott Lang, Michael Douglas jako Hank Pym, Neal McDonough jako Dum Dum Dugan, Dominic Cooper jako Howard Stark, Sean Gunn jako Kraglin, Natalie Portman jako Jane Foster, Taika Waititi jako Korg, Toby Jones jako Arnim Zola, Djimon Hounsou jako Korath, Jeff Goldblum jako Arcymistrz, Michael Rooker jako Yondu, Chris Sullivan jako Tasak-Man, David Dastmalchian jako Kurt i Stanley Tucci jako Abraham Erskine. Ujawniono również, że Jeffrey Wright został obsadzony jako głos Obserwatora, który będzie narratorem serialu.
W styczniu 2021 roku poinformowano, że Frank Grillo powróci jako Brock Rumlow. W lipcu ujawniono, że Seth Green i Andy Serkis użyczą głosów Kaczorowi Howardowi i Ulyssesowi Klauemu. W tym samym miesiącu wyjawiono, że inni aktorzy użyczą głosów między innymi: Tony’emu Starkowi, Steve’owi Rogersowi i Carol Danvers. Josh Keaton, Mick Wingert, Lake Bell, Brian T. Delaney i Fred Tatasciore zastąpili Chrisa Evansa, Roberta Downeya Jr. i Scarlett Johansson w rolach Rogersa, Starka, Natashy Romanoff, Petera Quilla i Draxa.
Na początku sierpnia poinformowano, że swoje role z filmów powtórzą: Angela Bassett jako Ramonda, Benedict Cumberbatch jako Stephen Strange, Benedict Wong jako Wong, Benicio del Toro jako Taneleer Tivan / Kolekcjoner, Bradley Whitford jako John Flynn, Carrie Coon jako Proxima Midnight, Clancy Brown jako Surtur, Clark Gregg jako Phil Coulson, Cobie Smulders jako Maria Hill, Danai Gurira jako Okoye, Don Cheadle jako James Rhodes, Emily VanCamp jako Sharon Carter, Evangeline Lilly jako Hope van Dyne, Georges St-Pierre jako Georges Batroc, Jaimie Alexander jako Sif, John Kani jako T’Chaka, Jon Favreau jako Harold „Happy” Hogan, Kat Dennings jako Darcy Lewis, Kurt Russell jako Ego, Leslie Bibb jako Christine Everhart, Ophelia Lovibond jako Carina, Paul Bettany jako Vision, Rachel House jako Topaz, Rachel McAdams jako Christine Palmer, Tilda Swinton jako Starożytna i Tom Vaughan-Lawlor jako Ebony Maw.
W sierpniu 2019 roku Atwell wyjawiła, że prace przy nagrywaniu głosu zostały już rozpoczęte. Trwały one do początku 2020 roku. W związku z zamknięciem Walt Disney Studios na czas pandemii COVID-19 część prac była kontynuowana zdalnie. Wright nagrywał w prowizorycznym studiu w swoim mieszkaniu.
Plan Marvel Studios zakładał, że aktorzy odgrywający role w produkcjach Filmowego Uniwersum Marvela użyczą głosów odgrywanym przez siebie postaciom w A gdyby…?. Ponad pięćdziesięciu aktorów powtórzyło swoje role. Brad Winderbaum wyjawił, że część obsady została zastąpiona innymi aktorami z powodu konfliktów w harmonogramie oryginalnych aktorów. Dave Bautista zwrócił uwagę, że nie został poproszony o udział w serialu. Natomiast Winderbaum wyraził zdziwienie jego twierdzeniem, uznając, że w pewnym momencie musiało dojść do nieporozumienia, ponieważ wszyscy aktorzy FUM zostali zaproszeni do udziału w serialu bezpośrednio lub za pośrednictwem swoich agentów.

### Prace nad animacją
Stephan Franck był głównym animatorem sezonu. Ryan Meinerding z Marvel Studios pracował razem z Bryanem Andrewsem nad znalezieniem odpowiedniego stylu animacji, który był spójny we wszystkich odcinkach. Wykorzystano styl animacji cel-shading oraz wygląd postaci zbliżony do wyglądu aktorów z filmów. Nad pierwszym sezonem pracowały studia animacyjne: Squeeze, Blue Spirit, Flying Bark Productions i Stellar Creative Lab.
A.C. Bradley zauważyła, że Marvel „próbował wykorzystać paletę kolorów, oświetlenie [i] projekty postaci, by opowiedzieć jak najwięcej historii”, podobnie jak zrobiono w filmach aktorskich, dostosowując kamerę i paletę kolorów pomiędzy każdym odcinkiem. Scenograf Paul Lasaine i jego zespół namalowali wszystkie tła na sezon, opierając je na klatkach z filmów, grafikach koncepcyjnych i planach scenograficznych z tych produkcji. Odnosząc się do przesadnej akcji i możliwości serialu, Franck powiedział, że starali się zachować spójność z tym, co widać w filmach, ale „każde medium ma swoją własną poezję i czyta się inaczej, a ponadto istnieje pewien poziom abstrakcji i przesady, który jest nieodłącznie związany z animacją”. Graham Fisher i Joel Fisher odpowiadali za montaż odcinków pierwszego sezonu.

## Muzyka
W październiku 2020 roku poinformowano, że Laura Karpman skomponuje muzykę do serialu. Pracę nad muzyką do serialu określiła jako „idealnym placem zabaw dla kompozytorów”, ponieważ mogła odwoływać się do istniejących partytur Filmowego Uniwersum Marvela, ale także od nich odstępować. Karpman i producenci serialu zainspirowali się podejściem Alana Silvestriego do pracy nad muzyką przy Avengers: Koniec gry (2019), gdzie włączył już istniejącą muzykę z innych filmów FUM. Podejście Karpman podczas pracy przy serialu polegało „dotknięciu [istniejących tematów], a potem kontynuowaniu”. Karpman miała dostęp do nut i nagrań poprzednich partytur FUM, ale także zaadaptowała niektóre elementy ze słuchu. W każdym odcinku sprawdzała, jak historia jest zgodna z FUM, jak odbiega i czego sama historia wymaga muzycznie.
Albumy z muzyką do każdego odcinka były wydawane kilka dni po emisji każdego z odcinków przez Marvel Music / Hollywood Records. What If… Captain Carter Were The First Avenger? Soundtrack pojawił się 13 sierpnia 2021 roku, a ostatni, What If… the Watcher Broke His Oath? Soundtrack, został wydany 8 października tego samego roku.
| What If… Captain Carter Were The First Avenger? Soundtrack – 2021 | What If… Captain Carter Were The First Avenger? Soundtrack – 2021 | What If… Captain Carter Were The First Avenger? Soundtrack – 2021 | What If… Captain Carter Were The First Avenger? Soundtrack – 2021 |
| Nr                                                                | Tytuł utworu                                                      | Autor                                                             | Długość                                                           |
| ----------------------------------------------------------------- | ----------------------------------------------------------------- | ----------------------------------------------------------------- | ----------------------------------------------------------------- |
| 1.                                                                | „Main Title”                                                      | L. Karpman                                                        | 1:07                                                              |
| 2.                                                                | „My Favorite Story…??”                                            | L. Karpman                                                        | 1:39                                                              |
| 3.                                                                | „A Lighter”                                                       | L. Karpman                                                        | 1:25                                                              |
| 4.                                                                | „A New Hero”                                                      | L. Karpman                                                        | 0:56                                                              |
| 5.                                                                | „Glorified Battery”                                               | L. Karpman                                                        | 1:35                                                              |
| 6.                                                                | „Attack of the Peggy”                                             | L. Karpman                                                        | 2:02                                                              |
| 7.                                                                | „What to Do”                                                      | L. Karpman                                                        | 0:45                                                              |
| 8.                                                                | „You Owe Me a Dance”                                              | L. Karpman                                                        | 1:39                                                              |
| 9.                                                                | „Rescue”                                                          | L. Karpman                                                        | 1:04                                                              |
| 10.                                                               | „Demands to a God”                                                | L. Karpman                                                        | 1:22                                                              |
| 11.                                                               | „You Are My Hero”                                                 | L. Karpman                                                        | 0:47                                                              |
| 12.                                                               | „Tragic Fall”                                                     | L. Karpman                                                        | 2:29                                                              |
| 13.                                                               | „Captain’s Speech”                                                | L. Karpman                                                        | 0:39                                                              |
| 14.                                                               | „Assault to the Castle”                                           | L. Karpman                                                        | 2:06                                                              |
| 15.                                                               | „Growing Tentacles”                                               | L. Karpman                                                        | 1:08                                                              |
| 16.                                                               | „All Day”                                                         | L. Karpman                                                        | 1:44                                                              |
| 17.                                                               | „She’s Gone”                                                      | L. Karpman                                                        | 0:37                                                              |
| 18.                                                               | „We Won the War”                                                  | L. Karpman                                                        | 0:38                                                              |
|                                                                   |                                                                   |                                                                   | 23:42                                                             |

| What If… T’Challa Was Star-Lord? Soundtrack – 2021 | What If… T’Challa Was Star-Lord? Soundtrack – 2021 | What If… T’Challa Was Star-Lord? Soundtrack – 2021 | What If… T’Challa Was Star-Lord? Soundtrack – 2021 |
| Nr                                                 | Tytuł utworu                                       | Autor                                              | Długość                                            |
| -------------------------------------------------- | -------------------------------------------------- | -------------------------------------------------- | -------------------------------------------------- |
| 1.                                                 | „Explorer”                                         | L. Karpman                                         | 1:39                                               |
| 2.                                                 | „Use the Gun”                                      | L. Karpman                                         | 1:32                                               |
| 3.                                                 | „The Plan”                                         | L. Karpman                                         | 0:39                                               |
| 4.                                                 | „Alien Lounging”                                   | L. Karpman                                         | 1:29                                               |
| 5.                                                 | „Necklace”                                         | L. Karpman                                         | 0:53                                               |
| 6.                                                 | „Maniac”                                           | L. Karpman                                         | 0:59                                               |
| 7.                                                 | „The Soul”                                         | L. Karpman                                         | 0:43                                               |
| 8.                                                 | „Strategy”                                         | L. Karpman                                         | 1:24                                               |
| 9.                                                 | „Lockdown”                                         | L. Karpman                                         | 1:15                                               |
| 10.                                                | „Just Like Me”                                     | L. Karpman                                         | 1:57                                               |
| 11.                                                | „I Abhor Drama”                                    | L. Karpman                                         | 1:25                                               |
| 12.                                                | „Prisoners Escape”                                 | L. Karpman                                         | 1:35                                               |
| 13.                                                | „Not Crazy…Mad”                                    | L. Karpman                                         | 2:02                                               |
| 14.                                                | „Eat This”                                         | L. Karpman                                         | 0:57                                               |
| 15.                                                | „To the Skies”                                     | L. Karpman                                         | 0:43                                               |
| 16.                                                | „Cocktails”                                        | L. Karpman                                         | 0:41                                               |
| 17.                                                | „The Universe”                                     | L. Karpman                                         | 1:31                                               |
| 18.                                                | „A Prince Goes Home”                               | L. Karpman                                         | 1:03                                               |
|                                                    |                                                    |                                                    | 22:27                                              |

| What If… the World Lost Its Mightiest Heroes? Soundtrack – 2021 | What If… the World Lost Its Mightiest Heroes? Soundtrack – 2021 | What If… the World Lost Its Mightiest Heroes? Soundtrack – 2021 | What If… the World Lost Its Mightiest Heroes? Soundtrack – 2021 |
| Nr                                                              | Tytuł utworu                                                    | Autor                                                           | Długość                                                         |
| --------------------------------------------------------------- | --------------------------------------------------------------- | --------------------------------------------------------------- | --------------------------------------------------------------- |
| 1.                                                              | „All in One Week”                                               | L. Karpman                                                      | 1:24                                                            |
| 2.                                                              | „Can’t Wait”                                                    | L. Karpman                                                      | 0:58                                                            |
| 3.                                                              | „Hold This”                                                     | L. Karpman                                                      | 0:46                                                            |
| 4.                                                              | „Missing”                                                       | L. Karpman                                                      | 0:57                                                            |
| 5.                                                              | „Sound the Alarm”                                               | L. Karpman                                                      | 2:17                                                            |
| 6.                                                              | „Smells Like Lavender”                                          | L. Karpman                                                      | 3:22                                                            |
| 7.                                                              | „Maybe Middle Earth”                                            | L. Karpman                                                      | 1:10                                                            |
| 8.                                                              | „Ancient Winters”                                               | L. Karpman                                                      | 1:15                                                            |
| 9.                                                              | „Double Trouble”                                                | L. Karpman                                                      | 1:14                                                            |
| 10.                                                             | „Blast”                                                         | L. Karpman                                                      | 1:33                                                            |
| 11.                                                             | „You Won’t Win”                                                 | L. Karpman                                                      | 1:59                                                            |
| 12.                                                             | „One More Left”                                                 | L. Karpman                                                      | 1:28                                                            |
| 13.                                                             | „Sound and Fury”                                                | L. Karpman                                                      | 2:45                                                            |
| 14.                                                             | „Don’t Give a Damn”                                             | L. Karpman                                                      | 1:04                                                            |
| 15.                                                             | „Honor Her”                                                     | L. Karpman                                                      | 1:08                                                            |
| 16.                                                             | „Taken Out”                                                     | L. Karpman                                                      | 0:51                                                            |
| 17.                                                             | „Hope Never Dies”                                               | L. Karpman                                                      | 0:51                                                            |
|                                                                 |                                                                 |                                                                 | 25:02                                                           |

| What If… Doctor Strange Lost His Heart Instead of His Hands? Soundtrack – 2021 | What If… Doctor Strange Lost His Heart Instead of His Hands? Soundtrack – 2021 | What If… Doctor Strange Lost His Heart Instead of His Hands? Soundtrack – 2021 | What If… Doctor Strange Lost His Heart Instead of His Hands? Soundtrack – 2021 |
| Nr                                                                             | Tytuł utworu                                                                   | Autor                                                                          | Długość                                                                        |
| ------------------------------------------------------------------------------ | ------------------------------------------------------------------------------ | ------------------------------------------------------------------------------ | ------------------------------------------------------------------------------ |
| 1.                                                                             | „The Absolute Point”                                                           | L. Karpman                                                                     | 2:12                                                                           |
| 2.                                                                             | „Evening Handsome”                                                             | L. Karpman                                                                     | 1:44                                                                           |
| 3.                                                                             | „Something Reckless”                                                           | L. Karpman                                                                     | 0:57                                                                           |
| 4.                                                                             | „Not Again”                                                                    | L. Karpman                                                                     | 4:34                                                                           |
| 5.                                                                             | „No Door”                                                                      | L. Karpman                                                                     | 1:18                                                                           |
| 6.                                                                             | „Maybe Nowhere”                                                                | L. Karpman                                                                     | 1:49                                                                           |
| 7.                                                                             | „The Wrong Path”                                                               | L. Karpman                                                                     | 0:56                                                                           |
| 8.                                                                             | „Absorption”                                                                   | L. Karpman                                                                     | 2:45                                                                           |
| 9.                                                                             | „Half a Man”                                                                   | L. Karpman                                                                     | 1:11                                                                           |
| 10.                                                                            | „Both Sides”                                                                   | L. Karpman                                                                     | 2:47                                                                           |
| 11.                                                                            | „When Are You?”                                                                | L. Karpman                                                                     | 0:56                                                                           |
| 12.                                                                            | „I Am You”                                                                     | L. Karpman                                                                     | 1:08                                                                           |
| 13.                                                                            | „Whole Again”                                                                  | L. Karpman                                                                     | 2:42                                                                           |
| 14.                                                                            | „Crème Brûlée”                                                                 | L. Karpman                                                                     | 2:25                                                                           |
| 15.                                                                            | „Sorry”                                                                        | L. Karpman                                                                     | 2:45                                                                           |
|                                                                                |                                                                                |                                                                                | 30:09                                                                          |

| What If… Zombies!? Soundtrack – 2021 | What If… Zombies!? Soundtrack – 2021 | What If… Zombies!? Soundtrack – 2021 | What If… Zombies!? Soundtrack – 2021 |
| Nr                                   | Tytuł utworu                         | Autor                                | Długość                              |
| ------------------------------------ | ------------------------------------ | ------------------------------------ | ------------------------------------ |
| 1.                                   | „Too Late?”                          | L. Karpman                           | 1:22                                 |
| 2.                                   | „Overkill”                           | L. Karpman                           | 2:12                                 |
| 3.                                   | „Searching”                          | L. Karpman                           | 1:23                                 |
| 4.                                   | „Hope”                               | L. Karpman                           | 0:48                                 |
| 5.                                   | „Grand Central”                      | L. Karpman                           | 1:20                                 |
| 6.                                   | „Station Brawl”                      | L. Karpman                           | 2:33                                 |
| 7.                                   | „Snakes on a Train”                  | L. Karpman                           | 1:10                                 |
| 8.                                   | „You’re in Trouble”                  | L. Karpman                           | 1:25                                 |
| 9.                                   | „Walk Through That”                  | L. Karpman                           | 2:05                                 |
| 10.                                  | „Brain Stuff”                        | L. Karpman                           | 1:04                                 |
| 11.                                  | „Trap”                               | L. Karpman                           | 2:42                                 |
| 12.                                  | „Man-Eater”                          | L. Karpman                           | 2:53                                 |
| 13.                                  | „Avenge Us”                          | L. Karpman                           | 1:27                                 |
| 14.                                  | „Saved Twice”                        | L. Karpman                           | 2:23                                 |
|                                      |                                      |                                      | 24:47                                |

| What If… Killmonger Rescued Tony Stark? Soundtrack – 2021 | What If… Killmonger Rescued Tony Stark? Soundtrack – 2021 | What If… Killmonger Rescued Tony Stark? Soundtrack – 2021 | What If… Killmonger Rescued Tony Stark? Soundtrack – 2021 |
| Nr                                                        | Tytuł utworu                                              | Autor                                                     | Długość                                                   |
| --------------------------------------------------------- | --------------------------------------------------------- | --------------------------------------------------------- | --------------------------------------------------------- |
| 1.                                                        | „Convoy”                                                  | L. Karpman                                                | 0:53                                                      |
| 2.                                                        | „Saved”                                                   | L. Karpman                                                | 1:09                                                      |
| 3.                                                        | „Speech”                                                  | L. Karpman                                                | 1:11                                                      |
| 4.                                                        | „Bankrolled”                                              | L. Karpman                                                | 1:02                                                      |
| 5.                                                        | „Return the Favor”                                        | L. Karpman                                                | 0:52                                                      |
| 6.                                                        | „Building Montage”                                        | L. Karpman                                                | 0:56                                                      |
| 7.                                                        | „Juice”                                                   | L. Karpman                                                | 0:56                                                      |
| 8.                                                        | „Salvage Yard Fight”                                      | L. Karpman                                                | 1:11                                                      |
| 9.                                                        | „Eyes on This”                                            | L. Karpman                                                | 1:26                                                      |
| 10.                                                       | „Uniform”                                                 | L. Karpman                                                | 1:26                                                      |
| 11.                                                       | „Justice”                                                 | L. Karpman                                                | 1:40                                                      |
| 12.                                                       | „You Work For Me”                                         | L. Karpman                                                | 1:36                                                      |
| 13.                                                       | „War Is Here”                                             | L. Karpman                                                | 1:07                                                      |
| 14.                                                       | „Drones”                                                  | L. Karpman                                                | 1:21                                                      |
| 15.                                                       | „Impossible”                                              | L. Karpman                                                | 2:11                                                      |
| 16.                                                       | „Loyal Servant”                                           | L. Karpman                                                | 0:50                                                      |
| 17.                                                       | „For Chadwick”                                            | L. Karpman                                                | 1:02                                                      |
|                                                           |                                                           |                                                           | 20:49                                                     |

| What If… Thor Was an Only Child? Soundtrack – 2021 | What If… Thor Was an Only Child? Soundtrack – 2021 | What If… Thor Was an Only Child? Soundtrack – 2021 | What If… Thor Was an Only Child? Soundtrack – 2021 |
| Nr                                                 | Tytuł utworu                                       | Autor                                              | Długość                                            |
| -------------------------------------------------- | -------------------------------------------------- | -------------------------------------------------- | -------------------------------------------------- |
| 1.                                                 | „They’re Here”                                     | L. Karpman                                         | 1:08                                               |
| 2.                                                 | „Different Prince”                                 | L. Karpman                                         | 0:59                                               |
| 3.                                                 | „Solstice”                                         | L. Karpman                                         | 1:25                                               |
| 4.                                                 | „Company’s Here”                                   | L. Karpman                                         | 0:46                                               |
| 5.                                                 | „Your Party”                                       | L. Karpman                                         | 1:43                                               |
| 6.                                                 | „Butt Ugly Popsicle Stick”                         | L. Karpman                                         | 0:37                                               |
| 7.                                                 | „Make a Wish”                                      | L. Karpman                                         | 1:00                                               |
| 8.                                                 | „Party Pooper/Hammerang”                           | L. Karpman                                         | 0:55                                               |
| 9.                                                 | „Party Foul”                                       | L. Karpman                                         | 1:08                                               |
| 10.                                                | „Goose”                                            | L. Karpman                                         | 1:10                                               |
| 11.                                                | „See You Again”                                    | L. Karpman                                         | 0:43                                               |
| 12.                                                | „Kaboom”                                           | L. Karpman                                         | 0:40                                               |
| 13.                                                | „Waddling Back”                                    | L. Karpman                                         | 0:41                                               |
| 14.                                                | „Good to Go/Distracted”                            | L. Karpman                                         | 1:23                                               |
| 15.                                                | „Mellow/OH NO!!!!”                                 | L. Karpman                                         | 1:31                                               |
| 16.                                                | „Get It Together”                                  | L. Karpman                                         | 1:30                                               |
| 17.                                                | „Pooping the Party”                                | L. Karpman                                         | 1:08                                               |
| 18.                                                | „She’s Coming!”                                    | L. Karpman                                         | 0:46                                               |
| 19.                                                | „You Called”                                       | L. Karpman                                         | 1:11                                               |
| 20.                                                | „Study Group”                                      | L. Karpman                                         | 1:16                                               |
|                                                    |                                                    |                                                    | 21:40                                              |

| What If… Ultron Won? Soundtrack – 2021 | What If… Ultron Won? Soundtrack – 2021 | What If… Ultron Won? Soundtrack – 2021 | What If… Ultron Won? Soundtrack – 2021 |
| Nr                                     | Tytuł utworu                           | Autor                                  | Długość                                |
| -------------------------------------- | -------------------------------------- | -------------------------------------- | -------------------------------------- |
| 1.                                     | „Clock”                                | L. Karpman                             | 2:19                                   |
| 2.                                     | „Path to Peace”                        | L. Karpman                             | 0:58                                   |
| 3.                                     | „The Distinction”                      | L. Karpman                             | 0:54                                   |
| 4.                                     | „Fascinating”                          | L. Karpman                             | 2:17                                   |
| 5.                                     | „Can’t Win”                            | L. Karpman                             | 1:06                                   |
| 6.                                     | „Aware”                                | L. Karpman                             | 4:31                                   |
| 7.                                     | „My Purpose”                           | L. Karpman                             | 2:00                                   |
| 8.                                     | „Ninety Seconds”                       | L. Karpman                             | 1:55                                   |
| 9.                                     | „Sound Promising”                      | L. Karpman                             | 1:18                                   |
| 10.                                    | „Keep Moving”                          | L. Karpman                             | 1:13                                   |
| 11.                                    | „Entire Multiverse”                    | L. Karpman                             | 1:22                                   |
| 12.                                    | „Natural Order”                        | L. Karpman                             | 1:21                                   |
|                                        |                                        |                                        | 21:14                                  |

| What If… the Watcher Broke His Oath? Soundtrack – 2021 | What If… the Watcher Broke His Oath? Soundtrack – 2021 | What If… the Watcher Broke His Oath? Soundtrack – 2021 | What If… the Watcher Broke His Oath? Soundtrack – 2021 |
| Nr                                                     | Tytuł utworu                                           | Autor                                                  | Długość                                                |
| ------------------------------------------------------ | ------------------------------------------------------ | ------------------------------------------------------ | ------------------------------------------------------ |
| 1.                                                     | „Good Dancer”                                          | L. Karpman                                             | 0:34                                                   |
| 2.                                                     | „Relax Son”                                            | L. Karpman                                             | 0:35                                                   |
| 3.                                                     | „Protégé”                                              | L. Karpman                                             | 1:09                                                   |
| 4.                                                     | „Vegas”                                                | L. Karpman                                             | 0:44                                                   |
| 5.                                                     | „You Again”                                            | L. Karpman                                             | 0:57                                                   |
| 6.                                                     | „Hiding Anywhere”                                      | L. Karpman                                             | 0:41                                                   |
| 7.                                                     | „You Picked Them”                                      | L. Karpman                                             | 0:54                                                   |
| 8.                                                     | „This Place”                                           | L. Karpman                                             | 1:07                                                   |
| 9.                                                     | „Pop Up Pub”                                           | L. Karpman                                             | 0:42                                                   |
| 10.                                                    | „Life After All”                                       | L. Karpman                                             | 1:03                                                   |
| 11.                                                    | „All Too Easy”                                         | L. Karpman                                             | 2:33                                                   |
| 12.                                                    | „Stand Down”                                           | L. Karpman                                             | 1:05                                                   |
| 13.                                                    | „Not BFFs”                                             | L. Karpman                                             | 2:10                                                   |
| 14.                                                    | „Wasn’t So Hard”                                       | L. Karpman                                             | 1:30                                                   |
| 15.                                                    | „Warning”                                              | L. Karpman                                             | 1:29                                                   |
| 16.                                                    | „Bullseye”                                             | L. Karpman                                             | 0:58                                                   |
| 17.                                                    | „Permanent Condition”                                  | L. Karpman                                             | 0:49                                                   |
| 18.                                                    | „Infected”                                             | L. Karpman                                             | 1:28                                                   |
| 19.                                                    | „Growing Apart”                                        | L. Karpman                                             | 1:36                                                   |
| 20.                                                    | „Your Sacrifice”                                       | L. Karpman                                             | 1:52                                                   |
| 21.                                                    | „Metaphor”                                             | L. Karpman                                             | 1:49                                                   |
| 22.                                                    | „Her Spirit”                                           | L. Karpman                                             | 1:51                                                   |
| 23.                                                    | „Guardians”                                            | L. Karpman                                             | 2:33                                                   |
|                                                        |                                                        |                                                        | 30:09                                                  |

## Promocja
W sierpniu 2019 roku podczas konwentu D23 pokazano fragmenty serialu. 12 listopada na Disney+ serial był promowany w krótkometrażowym dokumencie Expanding the Universe, który pokazywał zapowiedzi Marvel Studios dla tego serwisu. Pierwszy zwiastun pierwszego sezonu został zaprezentowany 10 grudnia 2020 roku. Na początku stycznia 2021 roku uruchomiony został program „Marvel Must Haves”, który promował różne gadżety związane z serialem, w tym: zabawki, gry, książki i ubrania. Podczas emisji sezonu w każdy piątek do początku października prezentowane były nowe produkty.
W czerwcu 2021 roku fragment pierwszego odcinka został pokazany na panelu o kobietach w animacji na międzynarodowym Festiwalu Filmów Animowanych w Annecy. Również w tym samym miesiącu Hyundai Motor Company wyemitowało kilka reklam modelu Hyundai Tucson we współpracy z Marvelem. Reklama związana z serialem A gdyby…? pojawiła się w sierpniu. W niej Party Thor prowadził samochód natrafiając na walkę robotów Ultona z Kapitan Carter, T’Challą / Star-Lordem i Supreme Doktorem Strange’em.
8 lipca pojawił się ostateczny zwiastun pierwszego sezonu. 4 sierpnia 2021 roku na Disney+ pojawiły się trzy odcinki serialu dokumentalnego Legendy Marvela przypominające historię Peggy Carter, Projektu Avengers i Łowców w FUM. Natomiast 27 października pojawił się odcinek serialu dokumentalnego Assembled – The Making of What If…?, który pokazał kulisy powstania sezonu.

## Odbiór

### Krytyka w mediach
Pierwszy sezon serialu spotkał się z pozytywną reakcją krytyków. W serwisie Rotten Tomatoes 94% ze 104 recenzji uznano za pozytywne, a średnia ocen wystawionych na ich podstawie wyniosła 7,9/10. Na portalu Metacritic średnia ważona ocen z 16 recenzji wyniosła 69 punktów na 100.
Ben Travis z „Empire Magazine” stwierdził, że „pierwszy serial animowany Marvel Studios to stylowy eksperyment narracyjny z zabawnymi zwrotami akcji i niespodziankami – nic więcej, nic mniej. Dla niewtajemniczonych jest to nie do przeniknięcia”. Alan Sepinwall z „Rolling Stone” uznał, że A gdyby…? jest „zabawny po prostu dlatego, że poziom kontroli jakości w Marvelu jest obecnie dość wysoki i dlatego, że niektóre pomysły są z natury atrakcyjne… Jednak nie w pełni wykorzystuje nieograniczony potencjał tytułu”. Tyler Hersko z Indie Wire napisał, że serial „może nie pokonać niechęci do superbohaterów, ale jeśli jesteś fanem, który ostatnio znudził się największą serią Disneya, może to być antidotum, którego potrzebowałeś”. Liz Shannon Miller z Collidera oceniła, że „atrakcyjność serialu polega głównie na powiązaniu z tym, co było wcześniej”. I dodała, że „być może najmocniejszą stroną serialu jest to, jak wiele gwiazd FUM powraca w swoich charakterystycznych rolach”. Brian Lowry z CNN przyznał, że „to szczególnie sprytny sposób na super obsługę fanów, w pakiecie, który jest kolorowy i wystarczająco szybki, aby zabawiać tych, którzy mogą nie zdążyć zrozumieć wszystkich odniesień i sztuczek”. Ethan Anderton ze /Film stwierdził, że „dla fanów, którzy już są zaangażowani we wszystko, co robi Marvel Studios, A gdyby…? będzie satysfakcjonującym remiksem, nawet pomimo frustrujących niedociągnięć serialu”.
Mateusz Piesowicz z portalu Serialowa ocenił, że „A gdyby…? prezentuje się bowiem znakomicie pod kątem animacji, której oglądanie sprawia przyjemność już przy statycznych ujęciach, ale prawdziwy popis umiejętności twórców dając dopiero w sekwencjach akcji. Nie spodziewałem się po nich wiele, oczekując raczej standardów znanych z telewizyjnej konkurencji, tymczasem otrzymałem napędzane adrenaliną widowisko”. Paulina Guz z NaEkranie.pl napisała, że „A gdyby…? to coś świeżego, kreatywnego. Widz po prostu świetnie się przy tym bawi, a czasem to jest najważniejsze”. Mikołaj Lipkowsk z Movies Room stwierdził, że „ten serial, był dla mnie jedną, wielką sinusoidą. Dodatkowo bolesnym jest niesamowicie zmarnowany potencjał tej produkcji, która nadrabia końcówką”. Piotr Grabiec ze Spider’s Web przyznał, że „cieszy, że scenarzyści Marvela, gdy odpowiadali sobie na to pytanie, popuścili wodze wyobraźni. Jeszcze dwa miesiące temu się martwiłem, że A gdyby…? będzie nudne jak flaki z olejem, a kolejne odcinki będą silnie bazowały na filmach, ale tak się nie stało. Serial się rozkręcił i przerósł moje oczekiwania, bo poszedł w nieoczywistym kierunku, rozbudzając apetyt na więcej”.

### Nagrody i nominacje
| Rok  | Ceremonia                                         | Kategoria                                                   | Nominowani | Rezultat  | Przypis         |
| ---- | ------------------------------------------------- | ----------------------------------------------------------- | --- | --------- | --------------- |
| 2022 | Gold Derby Awards                                 | Najlepszy serial animowany                                  | A gdyby…? | Nominacja | [ 119 ]         |
| 2022 | Dorian Awards                                     | Najlepszy serial animowany                                  | A gdyby…? | Nominacja | [ 120 ]         |
| 2022 | Annie Awards                                      | Najlepszy montaż w produkcji telewizyjnej                   | Graham Fisher, Joel Fisher, Sharia Lynn Davis, Basuki Juwono, Adam Spieckermann (za odcinek „A gdyby… Ultron wygrał?”)                                                             | Wygrana   | [ 121 ]         |
| 2022 | Critics’ Choice Television Awards                 | Najlepszy serial animowany                                  | A gdyby…? | Wygrana   | [ 122 ]         |
| 2022 | Online Film & Television Association Awards       | Najlepszy serial animowany                                  | A gdyby…? | Nominacja | [ 123 ]         |
| 2022 | Online Film & Television Association Awards       | Najlepsza gra głosem                                        | Chadwick Boseman | Wygrana   | [ 123 ]         |
| 2022 | Online Film & Television Association Awards       | Najlepsze miksowanie dźwięku w serialu                      | A gdyby…? | Nominacja | [ 123 ]         |
| 2022 | Nagrody Amerykańskiego Stowarzyszenia Montażystów | Najlepszy montaż niekinowej animacji                        | Graham Fisher, Joel Fisher (za odcinek „A gdyby… Ultron wygrał?”) | Nominacja | [ 124 ]         |
| 2022 | Golden Reel Awards                                | Najlepszy montaż dźwięku w niekinowej animacji              | Mac Smith, Bill Rudolph, Alyssa Nevarez, Cheryl Nardi, Anele Onyekwere, Tom Kramer, John Roesch, Shelley Roden (za odcinek „A gdyby… Doktor Strange stracił serce zamiast dłoni?”) | Nominacja | [ 125 ]         |
| 2022 | Hollywood Critics Association TV Awards           | Najlepszy animowany serial lub film telewizyjny (streaming) | A gdyby…? | Nominacja | [ 126 ]         |
| 2022 | Primetime Creative Arts Emmy Awards               | Najlepszy program animowany                                 | „A gdyby… Doktor Strange stracił serce zamiast dłoni?” | Nominacja | [ 127 ] [ 128 ] |
| 2022 | Primetime Creative Arts Emmy Awards               | Najlepsza gra głosem                                        | Chadwick Boseman (za odcinek „A gdyby… T’Challa został Star-Lordem?”) | Wygrana   | [ 127 ] [ 128 ] |
| 2022 | Primetime Creative Arts Emmy Awards               | Najlepsza gra głosem                                        | Jeffrey Wright (za odcinek „A gdyby… Ultron wygrał?”) | Nominacja | [ 127 ] [ 128 ] |
| 2022 | Saturn Awards                                     | Najlepszy serial animowany                                  | A gdyby…? | Nominacja | [ 129 ]         |